# 同心水库
同心水库是中国重庆市璧山县境内的一座水库，位于长上干支流璧南河上，建于1975年。水库正常库容为731万立方米，集雨面积为22平方千米，海拔为347.52米。